# Un americà a París (pel·lícula)

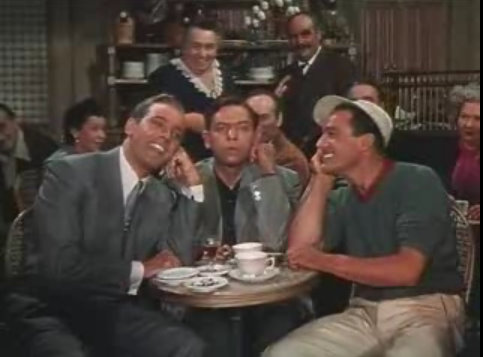
Georges Guétary, Oscar Levant i Gene Kelly

Un Americà a París (An American in Paris) és una pel·lícula musical estatunidenca dirigida per Vincente Minnelli, estrenada el 1951. La història de la pel·lícula està intercalada amb números de ball coreografiats per Gene Kelly i basats en la música de George Gershwin.
El 1993, va ser seleccionada per a la conservació en la Biblioteca del Congrés dels Estats Units al Registre Nacional de Cinema per ser una pel·lícula "culturalment, històricament o estèticament significativa". Està en el primer lloc entre els millors films musicals de l'AFI.

## Argument
A París, una rica hereva s'apassiona per Jerry Mulligan, un jove pintor americà. Però aquest s'enamora de Lise que és promesa d'un altre home.
Aquesta pel·lícula és universalment cèlebre per la seva escena final: Jerry pensa que mai no podrà estar amb Lise i té un somni fantàstic; és l'apoteosi de la pel·lícula. Somia que balla amb Lise per tots els carrers de París. El promès de la noia i tot un cor s'hi ajunten al llarg d'un ballet magistral que dura prop de divuit minuts. La música del ballet (que porta el nom de la pel·lícula) és de George Gershwin. Al final, Henri accepta renunciar a Lise que es precipita als braços de Jerry sota la benedicció de Henri. La pel·lícula s'acaba.

## Repartiment
- Gene Kelly: Jerry Mulligan
- Leslie Caron: Lise Bouvier
- Oscar Levant: Adam Cook
- Georges Guétary: Henri Baurel
- Nina Foch: Milo Roberts

## Números musicals
- Our Love Is Here to Stay
- By Strauss
- Tra-la-la (This Time It's Really Love)
- I Got Rhythm (cantada per Gene Kelly)
- I'll Build a Stairway to Paradise (cantada per Georges Guétary)
- 'S Wonderful (cantada per Gene Kelly i Georges Guétary, ballada per Gene Kelly)
- Nice Work If You Can Get It (cantada per Georges Guétary)
- Embraceable You (ballada per Leslie Caron)
- An American in Paris Ballet (ballada per Gene Kelly, Leslie Caron i junts)
- Strike Up the Band
- Concert en fa per a piano i orquestra (interpretada per Oscar Levant i l'Orquestra Simfònica de la MGM)

## Premis i nominacions

### Premis[5]
- Oscar a la millor pel·lícula
- Oscar a la millor direcció artística: Cedric Gibbons, E. Preston Ames, Edwin B. Willis, Keogh Gleason
- Oscar a la millor fotografia (color): Alfred Gilks i John Alton
- Oscar al millor vestuari (color): Walter Plunkett, Irene Sharaff
- Oscar al millor guió original: Alan Jay Lerner
- Globus d'Or a la millor pel·lícula musical o còmica

### Nominacions
- Oscar al millor director: Vincente Minnelli[5]
- Oscar al millor muntatge: Adrienne Fazan[5]
- Globus d'Or al millor director: Vincente Minnelli
- Globus d'Or al millor actor musical o còmic: Gene Kelly